# ウィットビー (オンタリオ州)
ウィットビー（英: Whitby）は、カナダのオンタリオ州の都市である。オンタリオ湖沿岸にあり、トロントのダウンタウンから45 km東方に位置する。ダラム地域の行政府はウィットビーに置かれている。

## 経済
多くの住民はグレータートロント内の他の都市に通勤するか、隣町オシャワのゼネラルモーターズ・カナダで勤務している。ウィットビーにはジェルダウ傘下の製鉄所や小売りチェーンであるソービーズのサポートセンター、オンタリオ酒類管理委員会（LCBO）の物流センターなどがある。

## 交通
- ダラム・リージョン・トランジット (Durham Region Transit)
- GOトランジット（レイクショア・イースト線）

### 高速道路
- 400番台オンタリオ・ハイウェイ
  - ハイウェイ401号線 (Highway 401) 
  - ハイウェイ403号線 (Highway 403) 
  - ハイウェイ407号線 (Highway 407) （ETR、407 Express Toll Route）